# Obština Glavinica
Obština Glavinica (bulharsky Община Главиница) je bulharská jednotka územní samosprávy v Silisterské oblasti. Leží ve východním Bulharsku v Dolnodunajské nížině, u Dunaje a hranic s Rumunskem. Sídlem obštiny je město Glavinica, kromě něj zahrnuje obština 22 vesnic. Žije zde přes 11 tisíc stálých obyvatel.

## Sídla
Všechna sídla jsou samosprávná.
| - Baštino - Bogdanci - Černogor - Dičevo - Dolno Rjachovo - Glavinica (sídlo správy) - Kalugerene - Kolarovo | - Kosara - Listec - Malăk Preslavec - Nožarevo - Osen - Padina - Podles - Sokol | - Stefan Karadža - Suchodol - Vălkan - Zafirovo - Zarica - Zebil - Zvenimir |

## Sousední obštiny
| Růžice kompasu |          |                   |        | Růžice kompasu |
| Růžice kompasu | Tutrakan | Sever             | Sitovo | Růžice kompasu |
| Růžice kompasu | Tutrakan | Obština Glavinica | Sitovo | Růžice kompasu |
| Růžice kompasu | Tutrakan | Jih               | Sitovo | Růžice kompasu |
| Růžice kompasu | Zavet    | Isperich          | Dulovo | Růžice kompasu |

## Obyvatelstvo
K 15. prosinci 2024 v obštině žilo 11 751 obyvatel a bylo zde trvale hlášeno 13 817 obyvatel. Podle sčítání 7. září 2021 bylo národnostní složení následující:
- Turci: 5 507 (66.1 %)
- Bulhaři: 1 932 (23.2 %)
- Romové: 834 (10.0 %)
- ostatní[p 3]: 57 (0.7 %)

V období 2011 až 2021 v obštině ubylo 1 217 obyvatel.